# Shadow Conspiracy
Shadow Conspiracy (Conspiración en silencio en España y Conspiración en Hispanoamérica) es una película de suspenso estadounidense dirigida por George P. Cosmatos y protagonizado por Charlie Sheen, Donald Sutherland y Linda Hamilton.

## Argumento
Bobby Bishop es un ayudante especial que trabaja para el presidente de los EE. UU. Una noche, paseando por las calles de Washington D. C., él se encuentra con uno de sus viejos maestros, el profesor Pochenko. Le advierte justo a tiempo antes de ser abatido por un asesino a sueldo, que se trama una conspiración contra la Casa Blanca. Sabiendo que Bishop puede haber obtenido alguna información de Pochenko, el joven se convertirá en el nuevo blanco de los asesinos, mientras que él intenta detener esa conspiración.

## Reparto
| Actor             | Personaje                       |
| ----------------- | ------------------------------- |
| Charlie Sheen     | Bobby Bishop                    |
| Donald Sutherland | Jacob Conrad                    |
| Linda Hamilton    | Amanda Givens                   |
| Stephen Lang      | El Agente                       |
| Ben Gazzara       | Vicepresidente Saxon            |
| Nicholas Turturro | Grasso                          |
| Stanley Anderson  | Fiscal General Stanley Anderson |
| Theodore Bikel    | Prof. Yuri Pochenko             |
| Charles Cioffi    | General Blackburn               |
| Paul Gleason      | Blythe                          |
| Terry O'Quinn     | Frank Ridell                    |
| Sam Waterston     | El Presidente                   |
| Gore Vidal        | Congresista Page                |
| Henry Strozier    | Murphy                          |

## Producción
El rodaje empezó en 1995. Terminó 12 semanas después en ese año y se filmó para ello en 85 localidades en Washington D. C., Baltimore, Maryland y Richmond, Virginia.

## Recepción
A pesar del buen reparto que se sumó a la película dando como ejemplo a actores como Charlie Sheen, Donald Sutherland y Linda Hamilton, la película fracasó en taquilla. Ese fracaso también causó el fin de la carrera como director de George P. Cosmatos.
Hoy en día el filme fue valorado en los portales de información cinematográfica y entre la crítica profesional. En IMDb, por ejemplo, con aproximadamente 5300 votos registrados, el filme obtiene una media ponderada de 4,9 sobre 10. En otro portal, Rotten Tomatoes, la película fue valorada por más de 2500 usuarios, los cuales le dieron una valoración media de 2,3 de 5, mientras que los 30 críticos profesionales, que valoraron la película en ese portal, le dieron una valoración media de 3,4 de 10. También cabe destacar que el 49 % de los usuarios de La Vanguardia la valoraron positivamente.